# 瑪麗亞·戈梅斯·瓦倫廷
瑪麗亞·戈梅斯·瓦倫廷（1896年7月9日—2011年6月21日）是一名巴西超級人瑞，自法國婦人欧仁妮·布朗夏尔於2010年11月4日辭世後，延至2011年5月18日才被吉尼斯世界紀錄大全確認為在世最年長者，也是第一位獲此認證的巴西人瑞。2011年6月21日，瑪麗亞於她的出生地，也是其畢生生活的巴西米纳斯吉拉斯州卡蘭戈拉，因多重器官衰竭去世，享齡114歲347天，離她115歲生日只有18天。去世後，貝斯·庫珀成為下一位紀錄保持者。

## 參看
- 獲驗證的最長壽者列表
- 呂紫劍（未經認證）